# Roquefort (Landy)
Roquefort – miejscowość i gmina we Francji, w regionie Nowa Akwitania, w departamencie Landy.
Według danych na rok 1990 gminę zamieszkiwało 1821 osób, a gęstość zaludnienia wynosiła 150 osób/km² (wśród 2290 gmin Akwitanii Roquefort plasuje się na 229. miejscu pod względem liczby ludności, natomiast pod względem powierzchni na miejscu 924.).